# Носовочка
Носовочка или Носовка (укр. Носовочка, Носівка) — левый приток реки Остёр, протекающий по Нежинскому району (Черниговская область). Является магистральным каналом осушительной системы.

## География
Река вследствие хозяйственной деятельности была преобразована в магистральный канал осушительной системы. Её длина с 1957 года к 2017 году увеличилась более чем в три раза (с 14 км до 46 км), а площадь водосборного бассейна к 1990 году увеличилась более чем в четыре раза.
Длина — 46 км, ранее в 1990 году — 30, в 1957 году — 14 км. Площадь водосборного бассейна — в 1990 году — 240, в 1957 году — 57,5 км². Скорость течения — 0,1. Русло реки (отметки уреза воды) в среднем течении (северо-восточнее Носовки) находится на высоте 116,1 м над уровнем моря. Река служит водоприёмником системы каналов.
Река начиналась южнее города Носовка (Носовский район), ныне исток преобразован и берёт начало севернее заболоченного урочища Бараниха (западнее села Горбачи (Бобровицкий район). Река течёт на юго-запад, затем северо-запад. Впадает в реку Остёр (на 127-м км от её устья) западнее села Мыльники (Нежинский район).
Русло извилистое, шириной 10 м и глубиной 2,5 м. В нижнем и верхнем течении выпрямлено в канал (канализировано): в верхнем течении шириной 10-12 м и глубиной 2,5-3,0 м, в приустьевой части соответственно 13 и 2,0. В верхнем течении севернее села Сулак каналом сообщается с рекой Девица. На реке есть небольшие пруды (Носовка). В Носовке создана система отстойников.
Пойма очагами занята заболоченными участками с лугами и кустарниками, в нижнем течении — лесом (доминирование дуба и осины, урочище Орешное).
В пойме реки созданы природоохранные объекты: гидрологический заказник Белое (площадь 304 га) — низинное осоковое болото в поймах рек Остёр и Носовочка.

## Притоки
Правый безымянный приток (протекает через село Ставок, длина 15 км)

## Населённые пункты
Населённые пункты на реке (от истока к устью):
1. Носовка